# コウヨウザン
コウヨウザン（広葉杉、学名: Cunninghamia lanceolata）は、裸子植物マツ綱のヒノキ科コウヨウザン属に分類される常緑針葉樹の1種である（図1）。葉は水平に伸びる枝にらせん状から2列状につき、扁平で長披針形、先端は尖っており触ると痛い。"花期"は春、球果は秋に成熟し、らせん状に配置した多数の鱗片からなる。中国南部に自生し、日本など世界各地で植栽されている。成長が速く中国では重要な造林樹であり、材は耐朽性が高くさまざまな用途に用いられている。
コウヨウザン属はコウヨウザンとランダイスギの2種を含むが、後者をコウヨウザンの変種とすることもある。コウヨウザン属は、現生ヒノキ科の中では最初に他と別れたと考えられており、コウヨウザン亜科に分類される。

## 特徴
常緑性の高木であり（図1, 2a）、大きなものは樹高40–50メートル (m)、幹の直径 1.5–3 m になる。樹冠は円錐形。根元からひこばえを多数出すことがある。樹皮は暗灰色から赤褐色、スギに似て縦に長く剥がれる（下図2b）。
水平に長く伸びた側枝に葉が互生・螺生し、ときに2列状につき（下図2c）、葉の基部は枝に流れる（下図2d）。葉は扁平で長披針形、長さ0.8–7センチメートル (cm)、幅1.5-5ミリメートル (mm)、ときに鎌形に湾曲し、葉縁に微鋸歯があり、先端は尖っており触ると痛い（下図2c, 3a, b）。葉の表面は光沢があり濃緑色、気孔帯は葉の裏面または両面にあり、裏側（背軸側）の気孔帯は幅 1.2-2.8 mm の中肋を挟んで2本、幅 0.5-1.5 mm、(14-)16-28列の気孔からなる（下図2d）。葉は5年間ほど緑色を保ち、枯れても落葉せずついたままであるが、やがて枝ごと落ちる。

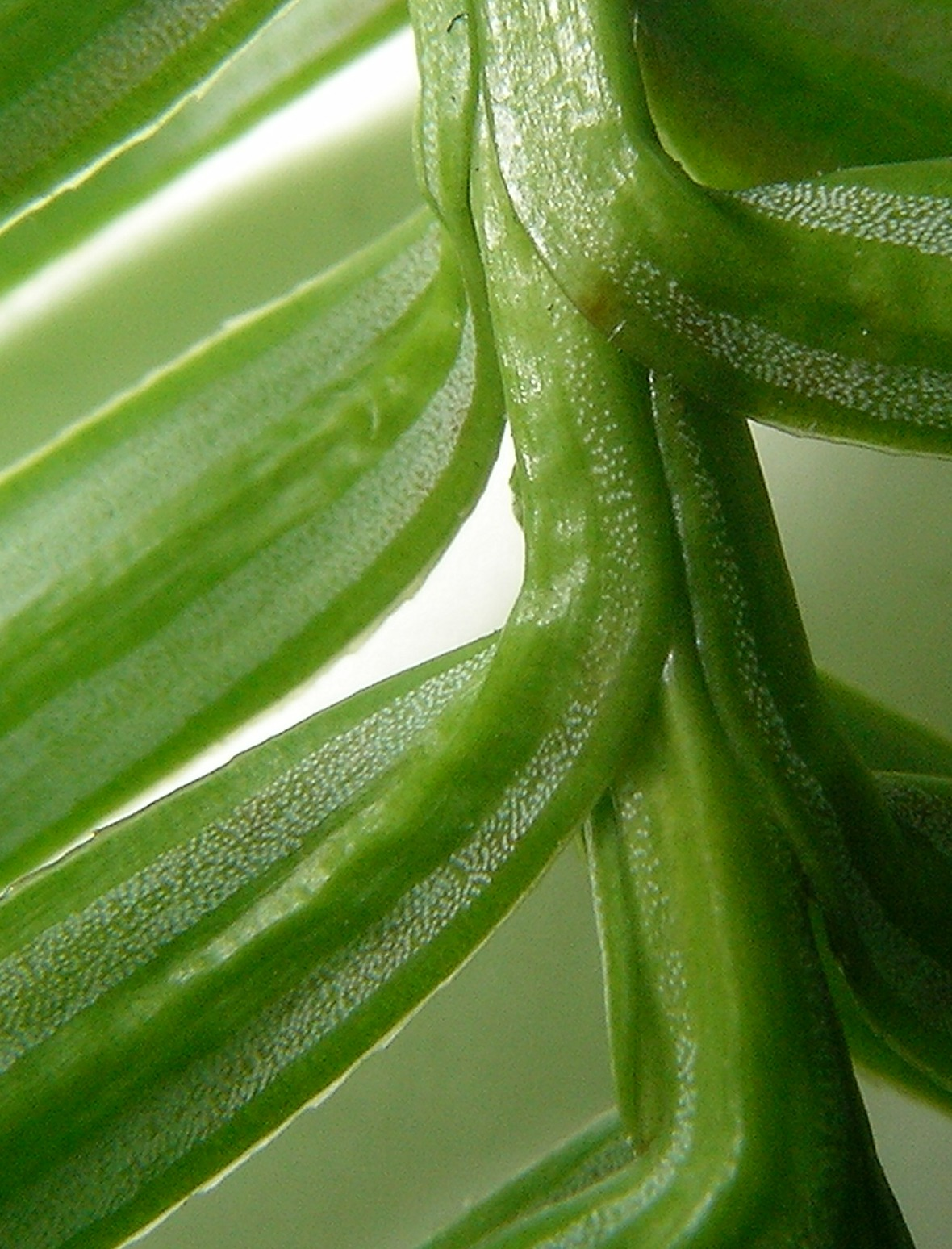
2d. 葉裏基部: 気孔帯が見える。

雌雄同株で"花期"は1–5月。雄球花、雌球花ともに基部に多数の鱗片葉がある。"雄花"は長楕円形、柄は長さ 2–4 mm、多数が枝先に房状につく（下図3a）。雌球花の基部にいくつかの雄球花がつくこともある（下図3b）。雌球花は卵球形、およそ 12 × 8 mm、緑色、枝先に1–4個が頂生する（下図3b）。種鱗には3つの胚珠がつく。球果は10–11月ごろに熟し、卵球形、2.5-4.5 × 2.5-4 cm、褐色で光沢があり、らせん状に配列した平均40枚ほどの果鱗（種鱗+苞鱗）からなる（下図3c）。苞鱗は広卵形から卵状三角形、基部は柄になり、先端はとがり外方に反り返り、縁に細歯牙がある。球果は熟すと枝ごと落ちる（下図3c）。種子は1鱗片に3個、8–11月に熟し、扁平でいびつな倒卵形、長さ 5–7 mm、周囲に狭い翼がある（下図3d）。子葉は2枚。染色体数は 2n = 22。
材に含まれる精油としてはセドロールが最も多く、他にα-セドレン、酢酸テルピニルなどがある。葉の精油としては、α-ピネン、フェルギノール、カジノール、セリネン、ゲルマクレンDなどを含む。

## 分布・生態
中国南部の標高 200–2,800 m の山地に分布している（下図4）。他にもインドシナ半島東部や台湾も自生地とされることがあるが、これらは造林用に移入されたものともされる。日本にも移入されており、おもに暖温帯（照葉樹林帯）に植栽され、年平均気温12度以上、暖かさの指数90以上、寒さの指数15以下の地域に生育しているが、単木単位では岩手県や青森県にも見られる。
成長が早いため年輪の間隔が広く、強風で折れやすい。一方で萌芽力が強く、折れた部分からすぐに芽（ひこばえ）が出ることでこれを補っている。

## 人間との関係
コウヨウザンは成長が速く、木材用として重要な種である。スギは成長が速いため日本では主要な造林樹種とされているが、コウヨウザンはそれ以上に成長が速いことが多い。中国中部から南部における代表的な造林樹種であり、植栽面積は665万ヘクタール（全人工林面積の約11%）、生産的半自然林は875万ヘクタールに達する。実生や挿木によって増やす。日当たりを好み、適潤からやや湿気のある肥沃で深い土壌でよく生育する。病虫害は少ない。

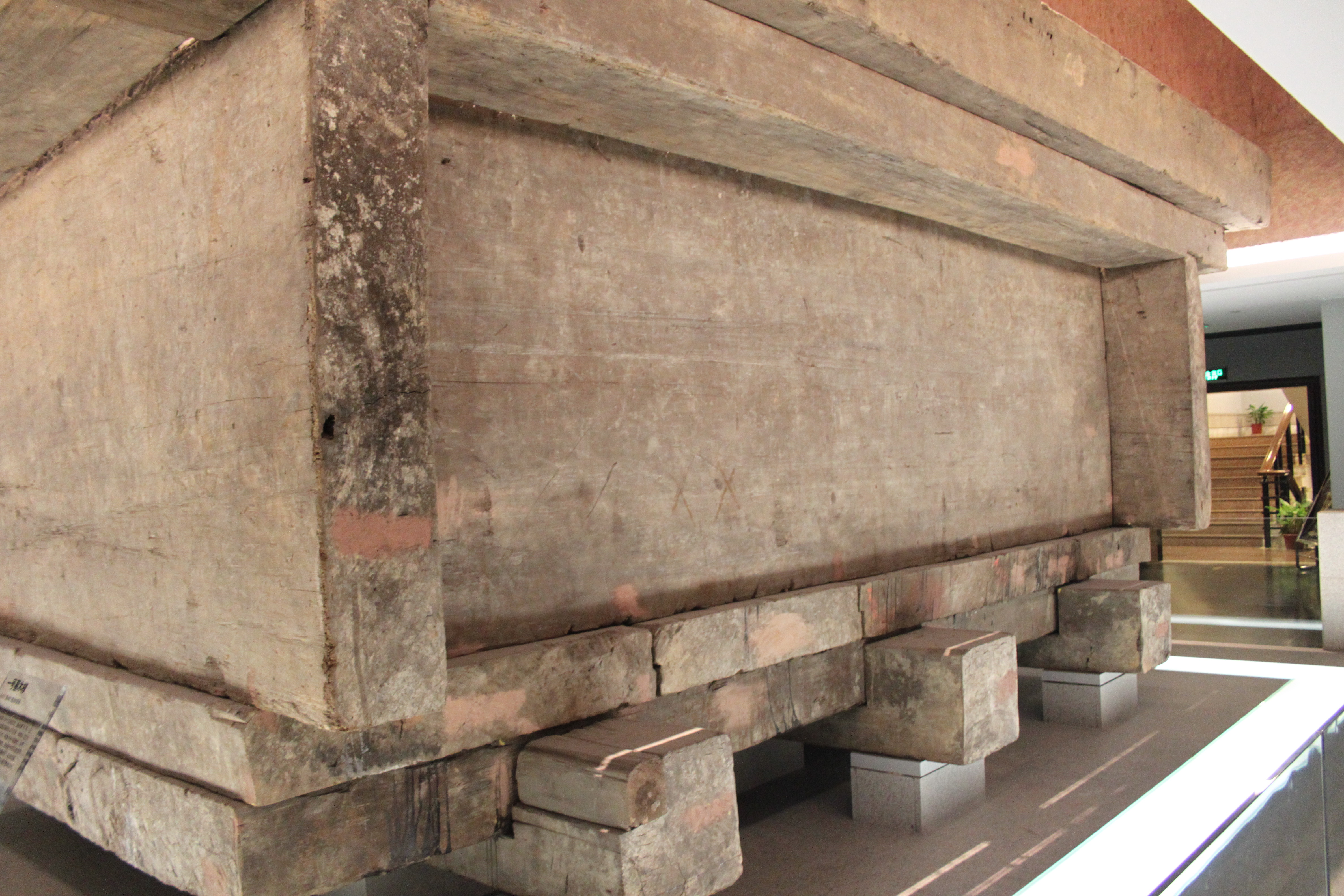
5. 馬王堆1号墓の棺（コウヨウザン製）

材は建物、天井板、橋、電柱、船、家具、農具、マッチの軸木などさまざまな用途に用いられる。1972年に発掘された中国湖南省の馬王堆漢墓の棺はコウヨウザン製であり、約2,100年経っていたにもかかわらず全く腐朽していなかった（図5）。日本では、興福寺（長崎市）にある唐人屋敷の門（重要文化財）がコウヨウザン材を用いている。材は耐朽性が高く、シロアリに強く、加工がしやすい。心材と辺材の境界はほぼ明瞭、心材は淡黄褐色だが高齢木では紅色を帯び、辺材は白色から黄白色。年輪は明瞭でふつう年輪幅は広いが、晩材幅が狭い。木理は通直、肌目の精緻は中庸、柾目面に光沢があり、特に新しい材は刺激性の特有の香りがある。気乾比重は0.32–0.48、軽軟であり、収縮率が小さく乾燥による狂いは少ない。
日本へは江戸時代（またはそれ以前）に中国から渡来したとされ、暖地の庭や公園、寺、神社などに植栽されている。日本においては木材生産のための植林はほとんど行われていないが、成長が速いことや材質が比較的優れていることから、近年になって研究が進められている。

## 名称
和名のコウヨウザンは「広葉杉」を意味しており、スギに比べて葉が幅広いことを意味している。一方、中国では「杉木」とよばれ、「杉」はコウヨウザンのことを意味する。また樹形はモミに似ており、英名は Chinese fir（中国のモミ）という。
コウヨウザンの学名（Cunninghamia lanceolata）のうち、属名の Cunninghamia は、1702年に長江河口でコウヨウザンを採集した東インド会社の医師である James Cunningham と、北米を探検した植物学者である Allan Cunningham の2人の Cunningham への献名である。また種小名の lanceolata は「披針形」を意味し、葉の形を表している。

## 分類

### ランダイスギ

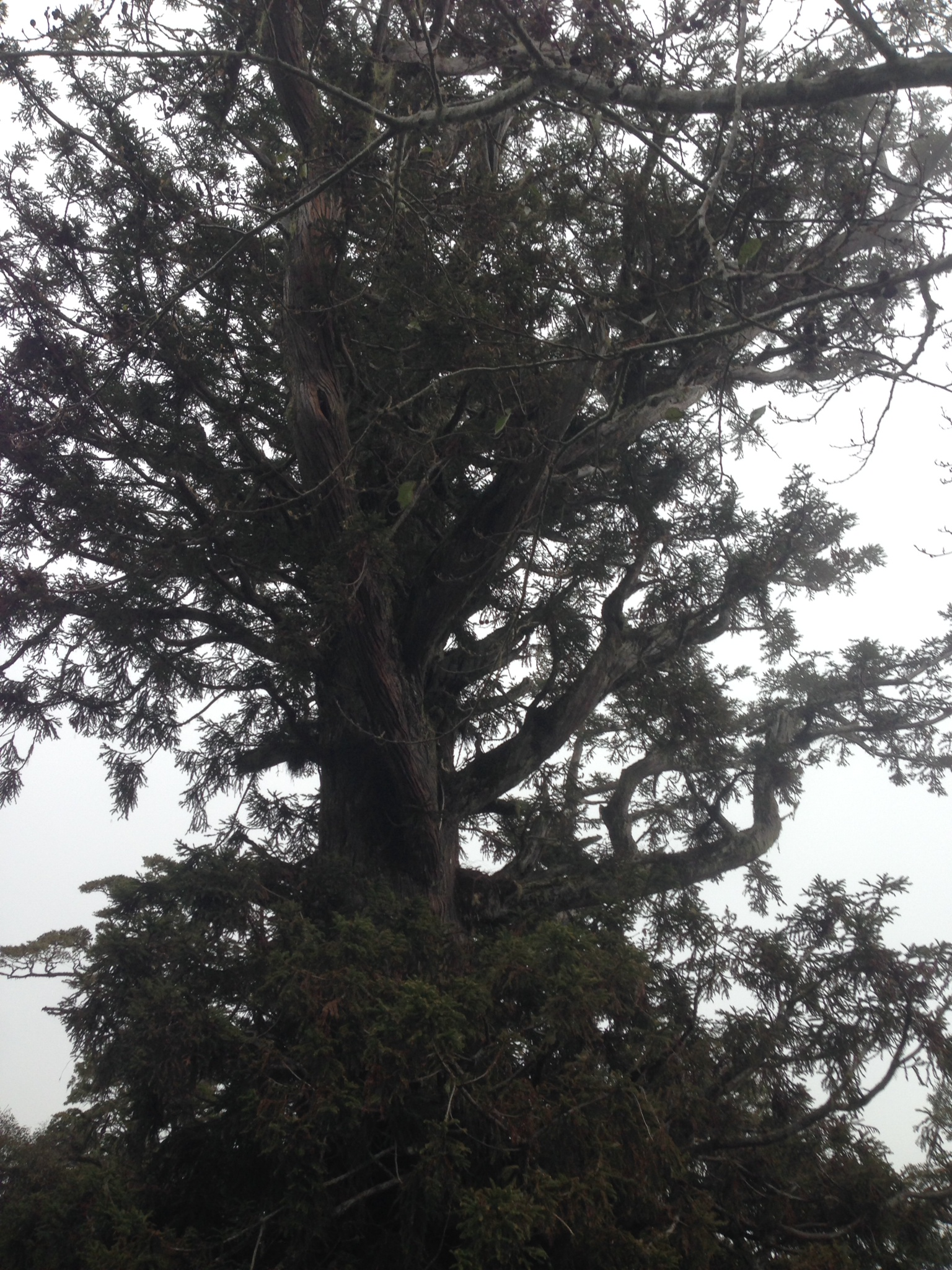
6. ランダイスギ（台湾）

コウヨウザンの近縁種として、ランダイスギ（巒大杉、Cunninghamia konishii）が知られている（図6）。葉の裏面（背軸側）の気孔帯は7-15(–20)列の気孔からなり、コウヨウザンより少ない。球果は 1.8-3 × 1.2-2.5 cm とコウヨウザンより小さい。
ランダイスギは台湾特産とされたこともあるが、中国東南部、ベトナム、ラオスからも報告されている。国際自然保護連合 (IUCN) のレッドリストでは、ランダイスギは絶滅危惧種 (EN) に指定されている。学名の種小名（種形容語）である konishii は、採集者である小西成章に由来する。台湾の「大点雨杉」は、コウヨウザンとランダイスギの交配品種とされる。
ただし、ランダイスギをコウヨウザンと同種とし、その変種（C. lanceolata var. konishii）とすることもある。この場合、コウヨウザン属は現生種としては1種のみ（コウヨウザン）を含むことになる。

### コウヨウザン属
上記のように、コウヨウザン属（Cunninghamia）には現生種として2種（または1種）が含まれる（下表1）。コウヨウザン属は、ふつうスギ科に分類されていた。しかし21世紀になるとスギ科はヒノキ科に含められるようになり、コウヨウザン属はヒノキ科に分類されるようになった。現生のヒノキ科の中では、コウヨウザン属が最初に他と別れたと考えられており、コウヨウザン亜科（Cunninghamioideae）として他とは分けられる。
コウヨウザン属の化石記録は前期白亜紀にさかのぼり、新生代には北半球（北米、ヨーロッパ、アジア）に広く分布していた（下表1）。また、コウヨウザンに近縁であると考えられている植物の化石記録は、中期ジュラ紀にさかのぼる（下表1）。
| 表1. コウヨウザン亜科の分類の1例（†は化石分類群） - ヒノキ科 Cupressaceae Gray (1822), nom. cons. - コウヨウザン亜科 Cunninghamioideae Asch. (1864) - †Sewardiodendron Florin (1958) 中期ジュラ紀（イギリス、中国） - †Elatides Heer (1876) 中期ジュラ紀–前期白亜紀（イギリス、モンゴル、中国） - †Cunninghamiostrobus Stopes & Fujii (1910) 前期白亜紀–漸新世（北米、日本） - †Hubbardiastrobus Atkinson, Rothwell & Stockey (2014) 前期白亜紀（カナダ西部） - コウヨウザン属 Cunninghamia R.Br. (1826), nom. cons. シノニム: Belis Salisb. (1807); Cunninghamia Rich. (1824), nom. illeg.; Jacularia Raf. (1832); Raxopitys J.Nelson (1866) - †Cunninghamia asiatica (Krassilov) Meng et al. (1988) 前期白亜紀（中国北部、シベリア） - †Cunninghamia hornbyensis Brink et al. (2009) 後期白亜紀（カナダブリティッシュコロンビア） - †Cunninghamia taylorii Serbet et al. (2013) 後期白亜紀（カナダアルバータ州） - †Cunninghamia nodensis Kimura & Horiuchi (1978) 暁新世（日本） - †Cunninghamia squamata Johnson (1936) 始新世（スコットランド） - †Cunninghamia heeri Sveshnik. & Budanchev (1959) 始新世–漸新世（ロシアサンビア半島） - †Cunninghamia integerrima Pimenov (1990) 漸新世（ロシア沿海地方） - †Cunninghamia miocenica Ettingsh 漸新世（中央ヨーロッパ） - †Cunninghamia marquettii Axelrod (1998) 漸新世（米国アイダホ州） - †Cunninghamia chaneyi R.N.Lakh. (1958) 漸新世–中新世（米国アイダホ州、オレゴン州） - †Cunninghamia europaea Szafer (1958) 中新世（ポーランド） - †Cunninghamia rhenana Kilpper (1968) 中新世（ドイツ） - †Cunninghamia borzeana Givulescu 中新世（パンノニア平原） - †Cunninghamia praelanceolata Du & Sun (2012) 中新世（中国浙江省） - †Cunninghamia protokonishii Tanai & Onoe (2017) 中新世–鮮新世（サハリン、韓国、日本） - ランダイスギ Cunninghamia konishii Hayata (1908) シノニム: Cunninghamia lanceolata var. konishii (Hayata) Fujita (1932); Cunninghamia kawakamii Hayata (1915); Cunninghamia konishii subsp. houaphanensis A.D.Silba & J.A.Silva (2013) - コウヨウザン Cunninghamia lanceolata (Lamb.) Hook. (1827) シノニム: Belis jaculifolia Salisb. (1807); Belis lanceolata (Lamb.) Hoffmanns. (1824); Cunninghamia jaculifolia Druce (1917), nom. superfl.; Cunninghamia sinensis Rich. (1824), nom. superfl.; Cunninghamia sinensis Rich. (1826), nom. superfl.; Raxopitys cunninghamii J.Nelson (1866), nom. superfl.; Abies lanceolata (Lamb.) Poir. (1804); Pinus lanceolata Lamb. (1803); Cunninghamia lanceolata var. unicanaliculata (D.Y.Wang & H.L.Liu) Silba (2000); Cunninghamia sinensis var. prolifera Lemée & H.Lév. (1914); トクショウスギ Cunninghamia unicanaliculata D.Y.Wang & H.L.Liu (1982); ベイトクスギ Cunninghamia unicanaliculata var. pyramidalis D.Y.Wang & H.L.Liu (1982); Abies batavorum Siebold ex Carrière (1867); Larix chinensis Mill. (1768); Pinus abies Lour. (1790), sensu auct.; Pinus chinensis (Mill.) Münchh. (1770) |